# Strahinja Rakić
Strahinja Rakić (in serbo Страхиња Ракић?; Valjevo, 18 febbraio 2006) è un calciatore serbo, centrocampista del RFS Riga.

## Carriera

### Club
Cresciuto nel settore giovanile del Jedinstvo Ub, ha debuttato in prima squadra il 5 agosto 2023 nell'incontro di Prva Liga Srbija vinto 4-0 contro il Novi Sad. La stagione successiva, con il club nel frattempo promosso in Superliga, ha iniziato a giocare con costanza ed il 24 aprile ha trovato il suo primo gol in carriera nell'incontro vinto 4-1 contro il Čukarički.

### Nazionale
Ha giocato con la nazionale serba Under-19.

## Statistiche

### Presenze e reti nei club
Statistiche aggiornate al 16 maggio 2025.
| Stagione        | Squadra         | Campionato      | Campionato | Campionato | Coppe nazionali | Coppe nazionali | Coppe nazionali | Coppe continentali | Coppe continentali | Coppe continentali | Altre coppe | Altre coppe | Altre coppe | Totale | Totale |
| Stagione        | Squadra         | Comp            | Pres       | Reti       | Comp            | Pres            | Reti            | Comp               | Pres               | Reti               | Comp        | Pres        | Reti        | Pres   | Reti   |
| --------------- | --------------- | --------------- | ---------- | ---------- | --------------- | --------------- | --------------- | ------------------ | ------------------ | ------------------ | ----------- | ----------- | ----------- | ------ | ------ |
| 2023-2024       | Jedinstvo Ub    | 1L              | 16         | 0          | CS              | 2               | 0               | -                  | -                  | -                  | -           | -           | -           | 17     | 0      |
| 2024-2025       | Jedinstvo Ub    | SL              | 27         | 2          | CS              | 0               | 0               | -                  | -                  | -                  | -           | -           | -           | 27     | 2      |
| Totale carriera | Totale carriera | Totale carriera | 43         | 2          |                 | 1               | 0               |                    | -                  | -                  |             | -           | -           | 44     | 2      |